# Carter Cruise
Carter Cruise (* 24. dubna 1991, Atlanta, Georgie, USA) je pseudonym americké pornoherečky, diskžokejky a modelky čerokíjsko-velšského původu. Svoji kariéru v pornografickém průmyslu započala roku 2013.

## Život

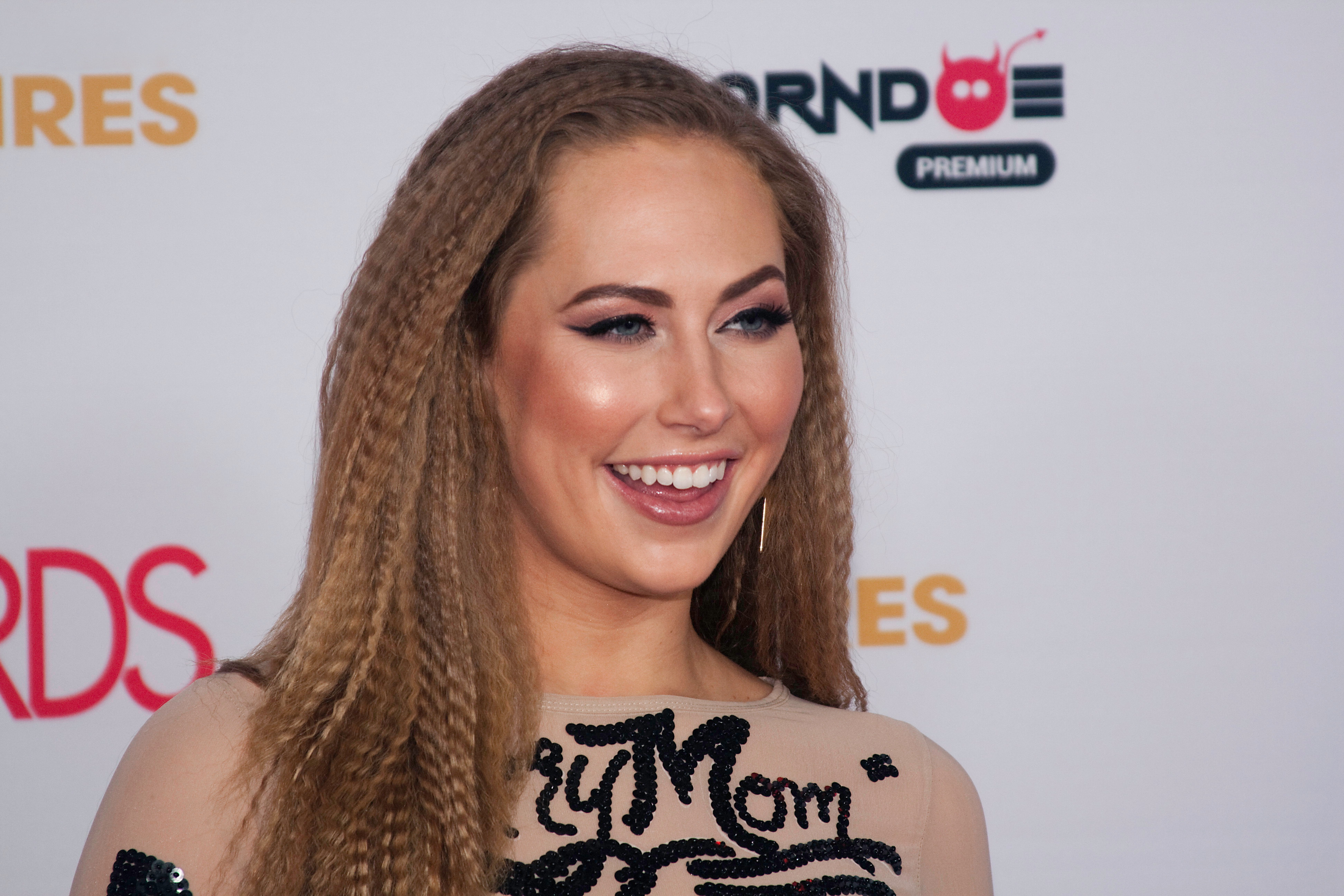
Carter Cruise na udílení AVN Awards 2016

Carter Cruise se narodila v Atlantě v Georgii 24. dubna 1991, avšak vyrůstala v Cary v Severní Karolíně. Je čerokíjsko-velšského původu. Byla vzdělávána doma a roku 2009 se zapsala na East Carolina University do oboru psychologie. Ke konci roku 2013 školu opustila a rozhodla se na plný úvazek věnovat pornografickému průmyslu. Ještě než do průmyslu vstoupila, působila například jako plavčice.
V rozhovoru pro Cosmopolitan v roce 2014 prozradila, že vždycky chtěla pracovat v showbyznysu. Původně ani nezamýšlela studia na vysoké škole, ale udělala to proto, aby mohla i nadále chodit s jejím partnerem. Poté, co se rozhodla promeškat jeden semestr na škole, se rozhodla, že si vytvoří pseudonym Carter Cruise, aby jí to pomohlo k dosažení dalších cílů, které si dala, například v hudbě a psaní. Pornografie pro ni byla prvním krokem, který jí měl zařídit finance. V rozhovoru také uvedla, že její rodiče a jejím zaměstnání ví a schvalují to. Také označila svého otce jako "největšího feministu".
Carter Cruise je blízkou přítelkyní pornoherečky Belle Knox. Údajně se s ní zkontaktovala na popud otce, jelikož Knoxová mohla, podle slov Cruisové, jako jediná vědět, čím si prochází. V roce 2014 totiž jeden z jejích spolužáků prozradil, že si Belle na školu vydělává jako pornoherečka, čímž proti ní obrátil celou společnost.

## Kariéra
V létě roku 2013 začala Carter Cruise pracovat jako erotická modelka. V srpnu téhož roku ji kontaktovala společnost Florida-based talent agency East Coast Talents a proběhl její porno debut. V březnu roku 2014 se Carter přestěhovala do Los Angeles. V červnu toho roku pak podepsala smlouvu se společností Spiegler Girls. Nedlouho po tom byla Adult Video News uvedena jako nováček.
Byla obsazena do několika pornofilmů, například jako nevlastní sestra ve filmu Cinderella XXX nebo do hlavní role snímku režiséra Jackyho St. Jamese Second Chances. Carter Cruise se objevila i v magazínu Cosmopolitan, v článku Sex Work, kde bylo profilováno i několik dalších pornohereček. Dne 1. listopadu 2014 oznámila společnost Airerose Entertainment, že se Carter stane ambasadorkou společnosti.
Roku 2015 se Carter Cruise stala teprve druhou pornoherečkou, která vyhrála AVN Award jako Best New Starlet ("nově příchozí herečka") a Best Actress ("nejlepší herečka") v jednom roce. První dívkou, které se to povedlo, byla Jenna Jameson v roce 1996, i ona vyhrála tyto dvě ceny v jednom roce. Carter Cruise není jen pornoherečka, ale také diskžokejka. 19. ledna 2015 vydala, ve spolupráci s Styles&Complete a Crichy Crich, první dílo s názvem DUNNIT. V rozhovoru pak uvedla, že pracuje na dalších písničkách a internetové poradně. Od srpna 2015 již natáčení pouze scény s dívkami a v říjnu 2015 podepsala roční kontrakt s režisérem Axelem Braunem.